# Tennis Channel Open 2001
Il Tennis Channel Open 2001 è stato un torneo di tennis giocato sul cemento.
È stata la 14ª edizione del Tennis Channel Open,che fa parte della categoria International Series nell'ambito dell'ATP Tour 2001.
Si è giocato a Scottsdale in Arizona dal 5 marzo all'12 marzo 2001.

## Campioni

### Singolare
Francisco Clavet ha battuto in finale  Magnus Norman con il punteggio di 6–4, 6–2

### Doppio
Donald Johnson /  Jared Palmer hanno battuto in finale  Marcelo Ríos /  Sjeng Schalken con il punteggio di 7–6(3), 6–2